# 내 곁에 있어줘
《내 곁에 있어줘》(Be With Me)는 싱가포르에서 제작된 에릭 쿠 감독의 2005년 멜로/로맨스 영화이다. 테레사 첸 등이 주연으로 출연하였고 브라이언 홍 등이 제작에 참여하였다.

## 출연

### 주연
- 테레사 첸
- 싯 켕 유
- 치우 성 칭
- 에잔 리

### 조연
- 사만다 탄
- 로렌스 용
- 린 포
- 제이슨 탠
- 로이스톤 탄

## 기타
- 공동제작: 옹 킴 호우